# Astrogildo Pereira da Costa

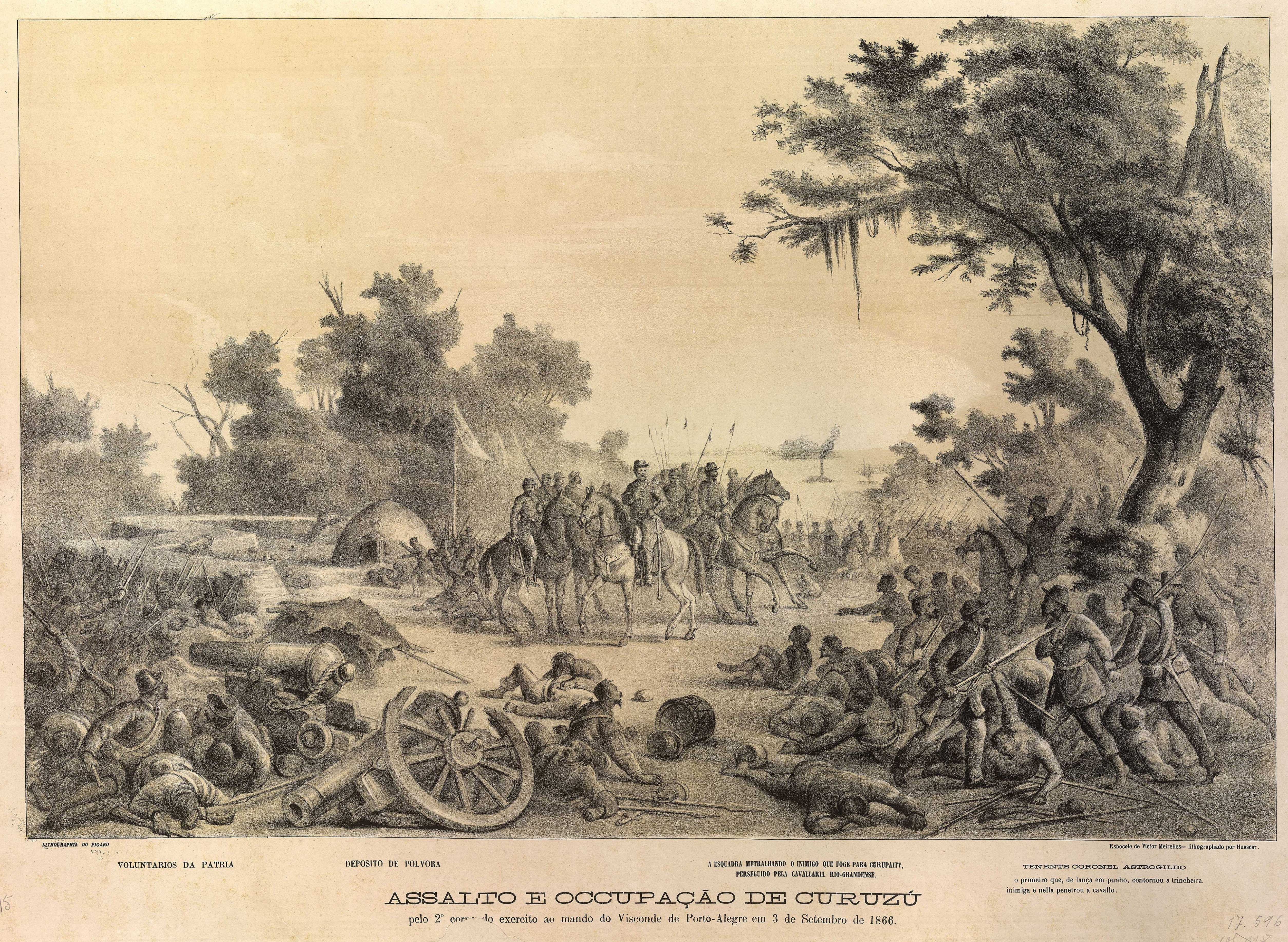
Batalha de Curuzu. O tenente-coronel Astrogildo está à direita da imagem, com lança em punho.

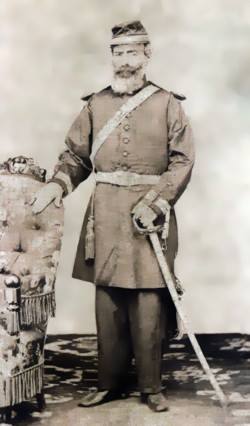
Astrogildo Pereira da Costa, o Barão de Aceguá.

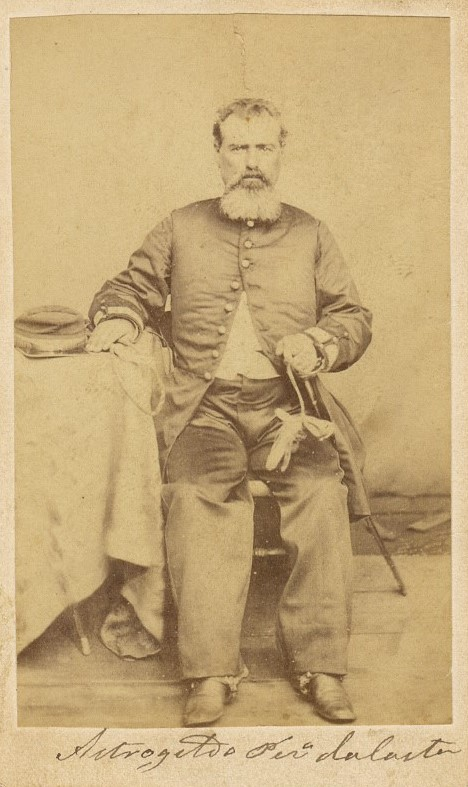
Astogildo Pereira da Costa, o Barão de Aceguá.

Astrogildo Pereira da Costa, primeiro e único barão de Aceguá (Herval, 4 de agosto de 1815 — 19 de janeiro de 1892) foi um militar brasileiro. Destacou-se como brigadeiro durante a Guerra do Paraguai.
Filho do capitão Astrogildo da Costa Pereira e de Maria Antônia da Silveira e bisneto de Amaro José da Silveira, casou-se com Josefa Bittencourt Silveira. Foi o segundo de nove irmãos, quais foram: Maria Auta, Astrogildo, Vasco (Major, falecido na Guerra do Paraguai), Nazeazeno (também militar, sendo os irmãos mais velhos oficiais que se afastavam da cidade do Herval com muita freqüência, este ajudou a sua viúva mãe nos negócios da família, sendo este a pecuária, Nazeazeno mostrou ser grande administrador, tendo contribuído com o aumento do patrimônio da família), Justino, Manuel, Dionísio, Eulália e Maria das Dores. Tendo 17 anos na ocasião da emboscada que ocasionou a morte do pai, lutou bravamente ao lado dele.

## Títulos nobiliárquicos

### Barão de Aceguá
Título conferido por decreto imperial em 22 de dezembro de 1888. Faz referência à cidade riograndense de Aceguá, então da comarca de Bagé.